# Nerine laticoma
Nerine laticoma là một loài thực vật có hoa trong họ Amaryllidaceae. Loài này được (Ker Gawl.) T.Durand & Schinz mô tả khoa học đầu tiên năm 1894.